# FIBA Europe Cup 2022-2023
La FIBA Europe Cup 2022-2023 è l'ottava edizione del secondo torneo europeo di pallacanestro per club organizzato dalla FIBA Europe.

## Formula del torneo
Le squadre qualificate per i preliminari si affrontano in gare di eliminazione unica per determinare le quattro squadre che accederanno alla "regular season".
Alla "regular season" verranno sorteggiati otto gironi all'italiana da quattro squadre l'uno, con gare di andata e ritorno. Le prime due di ogni gruppo accederanno al secondo turno secondo i seguenti criteri: vittorie, scontri diretti, differenza punti, maggior punti segnati e sorteggio. Il "secondo turno" verrà disputato con le stesse modalità della "regolar season". Le otto squadre rimaste disputeranno i quarti di finale, semifinali e finale con partite di andata e ritorno.

## Partecipanti
In parentesi viene mostrata la posizione ottenuta da ciascuna squadra dopo eventuali play-off della stagione precedente (QR: perdenti dei turni di qualificazione di Basketball Champions League 2022-2023).
| Regular Season           | Regular Season            | Regular Season            | Regular Season                  | Regular Season       |
| ------------------------ | ------------------------- | ------------------------- | ------------------------------- | -------------------- |
| Brose Bamberg (CL QR3)   | Opava (CL QR2)            | Pärnu (CL QR1)            | Breogán (CL QR1)                | Brindisi (11°)       |
| Chemnitz (CL QR3)        | Karhu (CL QR2)            | Leicester Riders (CL QR1) | Norrköping Dolphins (CL QR1)    | Donar Groningen (3°) |
| FMP Belgrado (CL QR3)    | Heroes Den Bosch (CL QR2) | Körmend (CL QR1)          | Kangoeroes Basket Mechelen (2°) | Anwil Włocławek (3°) |
| Patrioti Levice (CL QR3) | CSO Voluntari (CL QR2)    | KB Ylli (CL QR1)          | Balkan Botevgrad (1°)           | Porto (2°)           |
| Swans Gmunden (CL QR2)   | Fribourg Olympic (CL QR2) | Šiauliai (CL QR1)         | Crailsheim Merlins (9°)         | CSM Oradea (3°)      |
| Keravnos (CL QR2)        | Budivel'nyk Kyïv (CL QR2) | TFT Skopje (CL QR1)       | Hapoel Galil Elyon (5°)         | Gaziantep (5°)       |
| Turno di qualificazione  |                           |                           |                                 |                      |
| KB Trepça (2°)           | Antwerp Giants (5°)       | Kataja (4°)               | Hapoel Haifa (6°)               | Jämtland (2°)        |
| Prishtina (3°)           | Rilski Sportist (2°)      | Cholet (8°)               | ZZ Leiden (4°)                  | Beşiktaş (10°)       |
| BC Jonava (5°)           | AEK Larnaca (2°)          | Gottinga (10°)            | Czarni Słupsk (4°)              |                      |
| BC Wolves (8°)           | Cedevita Junior (5°)      | Arīs Salonicco (7°)       | Sporting CP (3°)                |                      |
| Kapfenberg Bulls (6°)    | Kalev/Cramo (3°)          | Þór Þorlákshöfn (4°)      | SCMU Craiova (5°)               |                      |

## Date e formato del torneo
| Fase          | Turno                           | Sorteggio      | Andata            | Ritorno           |
| ------------- | ------------------------------- | -------------- | ----------------- | ----------------- |
| Preliminari   | Primo turno di qualificazione   | 14 luglio 2022 | 27 settembre 2022 | 27 settembre 2022 |
| Preliminari   | Secondo turno di qualificazione | 14 luglio 2022 | 28 settembre 2022 | 28 settembre 2022 |
| Preliminari   | Terzo turno di qualificazione   | 14 luglio 2022 | 30 settembre 2022 | 30 settembre 2022 |
| Fase a gironi | Giornata 1                      | 14 luglio 2022 | 12 ottobre 2022   | 12 ottobre 2022   |
| Fase a gironi | Giornata 2                      | 14 luglio 2022 | 19 ottobre 2022   | 19 ottobre 2022   |
| Fase a gironi | Giornata 3                      | 14 luglio 2022 | 26 ottobre 2022   | 26 ottobre 2022   |
| Fase a gironi | Giornata 4                      | 14 luglio 2022 | 2 novembre 2022   | 2 novembre 2022   |
| Fase a gironi | Giornata 5                      | 14 luglio 2022 | 23 novembre 2022  | 23 novembre 2022  |
| Fase a gironi | Giornata 6                      | 14 luglio 2022 | 30 novembre 2022  | 30 novembre 2022  |
| Secondo turno | Giornata 1                      | 14 luglio 2022 | 14 dicembre 2022  | 14 dicembre 2022  |
| Secondo turno | Giornata 2                      | 14 luglio 2022 | 21 dicembre 2022  | 21 dicembre 2022  |
| Secondo turno | Giornata 3                      | 14 luglio 2022 | 11 gennaio 2023   | 11 gennaio 2023   |
| Secondo turno | Giornata 4                      | 14 luglio 2022 | 25 gennaio 2023   | 25 gennaio 2023   |
| Secondo turno | Giornata 5                      | 14 luglio 2022 | 1 febbraio 2023   | 1 febbraio 2023   |
| Secondo turno | Giornata 6                      | 14 luglio 2022 | 8 febbraio 2023   | 8 febbraio 2023   |
| Play-offs     | Quarti di finale                | 14 luglio 2022 | 8 marzo 2023      | 15 marzo 2023     |
| Play-offs     | Semifinali                      | 14 luglio 2022 | 29 marzo 2023     | 5 aprile 2023     |
| Play-offs     | Finali                          | 14 luglio 2022 | 19 aprile 2023    | 26 aprile 2023    |

## Preliminari

### Sorteggio
Le 22 squadre partecipanti ai turni di qualificazione sono state divise in sei fasce. Nel primo turno si sono affrontate le squadre delle fasce 4, 5, 6 e due della fascia 3, mentre le restanti iniziano il cammino dal secondo turno.
| Team             |
| ---------------- |
| Leida            |
| Sporting CP      |
| Kapfenberg Bulls |
| Rilski Sportist  |

| Team            |
| --------------- |
| Anversa Giants  |
| Joensuun Kataja |
| Pristina        |
| Beşiktaş        |

| Team         |
| ------------ |
| Hapoel Haifa |
| Cholet       |
| Kalev/Cramo  |
| AEK Larnaca  |

| Team           |
| -------------- |
| U. Craiova     |
| Czarni Słupsk  |
| BG 74 Gottinga |
| Aris Salonicco |

| Team     |
| -------- |
| Jonava   |
| Wolves   |
| Trepça   |
| Jämtland |

| Team            |
| --------------- |
| Cedevita Junior |
| Þór Þorlákshöfn |

### Risultati

#### Gruppo A
|  | Primo turno     | Primo turno     | Primo turno    |                |             | Secondo turno | Secondo turno | Secondo turno |  |  | Terzo turno | Terzo turno | Terzo turno |  |
|  |                 |                 |                |                |             |               |               |               |  |  |             |             |             |  |
|  |                 |                 |                |                |             | Sporting CP   | Sporting CP   | 84            |  |  |             |             |             |  |
|  |                 |                 |                |                |             | Sporting CP   | Sporting CP   | 84            |  |  |             |             |             |  |
|  |                 |                 | BG 74 Gottinga | BG 74 Gottinga | 83          |               |               |               |  |  |             |             |             |  |
|  | BG 74 Gottinga  | BG 74 Gottinga  | BG 74 Gottinga | BG 74 Gottinga | 83          | 76            |               |               |  |  |             |             |             |  |
|  | BG 74 Gottinga  | BG 74 Gottinga  |                |                |             |               |               |               |  |  |             |             |             |  |
|  | Trepça          | Trepça          | 62             |                |             |               |               |               |  |  |             |             |             |  |
|  | Trepça          | Trepça          | 62             |                | Sporting CP | Sporting CP   | 98            |               |  |  |             |             |             |  |
|  |                 |                 |                |                |             |               |               |               |  |  |             |             |             |  |
|  |                 |                 | Anversa Giants | Anversa Giants | 85          |               |               |               |  |  |             |             |             |  |
|  |                 |                 |                | Anversa Giants | 85          |               |               |               |  |  |             |             |             |  |
|  |                 |                 |                |                |             |               |               |               |  |  |             |             |             |  |
|  |                 |                 |                |                |             |               |               |               |  |  |             |             |             |  |
|  |                 | Anversa Giants  | Anversa Giants | 76             |             |               |               |               |  |  |             |             |             |  |
|  |                 |                 |                | 76             |             |               |               |               |  |  |             |             |             |  |
|  |                 |                 | AEK Larnaca    | AEK Larnaca    | 60          |               |               |               |  |  |             |             |             |  |
|  | AEK Larnaca     | AEK Larnaca     | AEK Larnaca    | AEK Larnaca    | 60          | 77            |               |               |  |  |             |             |             |  |
|  | AEK Larnaca     | AEK Larnaca     |                |                |             |               |               |               |  |  |             |             |             |  |
|  | Þór Þorlákshöfn | Þór Þorlákshöfn | 68             |                |             |               |               |               |  |  |             |             |             |  |

#### Gruppo B
|  | Primo turno     | Primo turno     | Primo turno |             |                  | Secondo turno    | Secondo turno    | Secondo turno |  |  | Terzo turno | Terzo turno | Terzo turno |  |
|  |                 |                 |             |             |                  |                  |                  |               |  |  |             |             |             |  |
|  |                 |                 |             |             |                  | Kapfenberg Bulls | Kapfenberg Bulls | 71            |  |  |             |             |             |  |
|  |                 |                 |             |             |                  | Kapfenberg Bulls | Kapfenberg Bulls | 71            |  |  |             |             |             |  |
|  |                 |                 | U. Craiova  | U. Craiova  | 55               |                  |                  |               |  |  |             |             |             |  |
|  | U. Craiova      | U. Craiova      | U. Craiova  | U. Craiova  | 55               | 65               |                  |               |  |  |             |             |             |  |
|  | U. Craiova      | U. Craiova      |             |             |                  |                  |                  |               |  |  |             |             |             |  |
|  | Jonava          | Jonava          | 59          |             |                  |                  |                  |               |  |  |             |             |             |  |
|  | Jonava          | Jonava          | 59          |             | Kapfenberg Bulls | Kapfenberg Bulls | 79               |               |  |  |             |             |             |  |
|  |                 |                 |             |             |                  |                  |                  |               |  |  |             |             |             |  |
|  |                 |                 | Kalev/Cramo | Kalev/Cramo | 84               |                  |                  |               |  |  |             |             |             |  |
|  |                 |                 |             | Kalev/Cramo | 84               |                  |                  |               |  |  |             |             |             |  |
|  |                 |                 |             |             |                  |                  |                  |               |  |  |             |             |             |  |
|  |                 |                 |             |             |                  |                  |                  |               |  |  |             |             |             |  |
|  |                 | Pristina        | Pristina    | 61          |                  |                  |                  |               |  |  |             |             |             |  |
|  |                 |                 |             | 61          |                  |                  |                  |               |  |  |             |             |             |  |
|  |                 |                 | Kalev/Cramo | Kalev/Cramo | 98               |                  |                  |               |  |  |             |             |             |  |
|  | Kalev/Cramo     | Kalev/Cramo     | Kalev/Cramo | Kalev/Cramo | 98               | 93               |                  |               |  |  |             |             |             |  |
|  | Kalev/Cramo     | Kalev/Cramo     |             |             |                  |                  |                  |               |  |  |             |             |             |  |
|  | Cedevita Junior | Cedevita Junior | 73          |             |                  |                  |                  |               |  |  |             |             |             |  |

#### Gruppo C
|  | Quarti di finale | Quarti di finale | Quarti di finale |              |                 | Semifinali      | Semifinali      | Semifinali |  |  | Finale | Finale | Finale |  |
|  |                  |                  |                  |              |                 |                 |                 |            |  |  |        |        |        |  |
|  |                  |                  |                  |              |                 | Rilski Sportist | Rilski Sportist | 91         |  |  |        |        |        |  |
|  |                  |                  |                  |              |                 | Rilski Sportist | Rilski Sportist | 91         |  |  |        |        |        |  |
|  |                  |                  | Wolves           | Wolves       | 76              |                 |                 |            |  |  |        |        |        |  |
|  | Aris Salonicco   | Aris Salonicco   | Wolves           | Wolves       | 76              | 72              |                 |            |  |  |        |        |        |  |
|  | Aris Salonicco   | Aris Salonicco   |                  |              |                 |                 |                 |            |  |  |        |        |        |  |
|  | Wolves           | Wolves           | 83               |              |                 |                 |                 |            |  |  |        |        |        |  |
|  | Wolves           | Wolves           | 83               |              | Rilski Sportist | Rilski Sportist | 61              |            |  |  |        |        |        |  |
|  |                  |                  |                  |              |                 |                 |                 |            |  |  |        |        |        |  |
|  |                  |                  | Hapoel Haifa     | Hapoel Haifa | 68              |                 |                 |            |  |  |        |        |        |  |
|  |                  |                  |                  | Hapoel Haifa | 68              |                 |                 |            |  |  |        |        |        |  |
|  |                  |                  |                  |              |                 |                 |                 |            |  |  |        |        |        |  |
|  |                  |                  |                  |              |                 |                 |                 |            |  |  |        |        |        |  |
|  |                  | Joensuun Kataja  | Joensuun Kataja  | 64           |                 |                 |                 |            |  |  |        |        |        |  |
|  |                  |                  |                  | 64           |                 |                 |                 |            |  |  |        |        |        |  |
|  |                  |                  | Hapoel Haifa     | Hapoel Haifa | 75              |                 |                 |            |  |  |        |        |        |  |

#### Gruppo D
|  | Quarti di finale | Quarti di finale | Quarti di finale |               |       | Semifinali | Semifinali | Semifinali |  |  | Finale | Finale | Finale |  |
|  |                  |                  |                  |               |       |            |            |            |  |  |        |        |        |  |
|  |                  |                  |                  |               |       | Leida      | Leida      | 78         |  |  |        |        |        |  |
|  |                  |                  |                  |               |       | Leida      | Leida      | 78         |  |  |        |        |        |  |
|  |                  |                  | Czarni Słupsk    | Czarni Słupsk | 74    |            |            |            |  |  |        |        |        |  |
|  | Czarni Słupsk    | Czarni Słupsk    | Czarni Słupsk    | Czarni Słupsk | 74    | 83         |            |            |  |  |        |        |        |  |
|  | Czarni Słupsk    | Czarni Słupsk    |                  |               |       |            |            |            |  |  |        |        |        |  |
|  | Jämtland         | Jämtland         | 73               |               |       |            |            |            |  |  |        |        |        |  |
|  | Jämtland         | Jämtland         | 73               |               | Leida | Leida      | 59         |            |  |  |        |        |        |  |
|  |                  |                  |                  |               |       |            |            |            |  |  |        |        |        |  |
|  |                  |                  | Cholet           | Cholet        | 71    |            |            |            |  |  |        |        |        |  |
|  |                  |                  |                  | Cholet        | 71    |            |            |            |  |  |        |        |        |  |
|  |                  |                  |                  |               |       |            |            |            |  |  |        |        |        |  |
|  |                  |                  |                  |               |       |            |            |            |  |  |        |        |        |  |
|  |                  | Beşiktaş         | Beşiktaş         | 62            |       |            |            |            |  |  |        |        |        |  |
|  |                  |                  |                  | 62            |       |            |            |            |  |  |        |        |        |  |
|  |                  |                  | Cholet           | Cholet        | 93    |            |            |            |  |  |        |        |        |  |

#### Lucky losers
Le migliori tre squadre avanzano alla fase a gironi in qualità di lucky loser sostituendo le retrocesse dalla Champions League che hanno rifiutato la partecipazione alla competizione.
|    | Squadra         | PF  | PS  | DP  |
| -- | --------------- | --- | --- | --- |
| 1. | U. Craiova      | 150 | 139 | +11 |
| 2. | Rilski Sportist | 152 | 144 | +8  |
| 3. | Anversa Giants  | 161 | 158 | +3  |
| 4. | Leida           | 137 | 145 | -8  |

Regole per la qualificazione: 1) Miglior differenza punti; 2) Punti fatti; 3) Sorteggio.

## Regular season

### Gruppo A
| Pos | Squadra          | G | V | P | PF  | PS  | DP   | Pt | Qualificazione               |        | CHE   | BAM   | HGE    | YLL   |
| --- | ---------------- | - | - | - | --- | --- | ---- | -- | ---------------------------- | ------ | ----- | ----- | ------ | ----- |
| 1   | Niners Chemnitz  | 6 | 4 | 2 | 544 | 446 | +98  | 10 | Qualificate al secondo turno |        | —     | 85–89 | 111–79 | 90–60 |
| 2   | Bamberger        | 6 | 4 | 2 | 504 | 474 | +30  | 10 | Qualificate al secondo turno |        | 68–84 | —     | 95–78  | 78–81 |
| 3   | Hap. Galil Elyon | 6 | 3 | 3 | 499 | 526 | −27  | 9  |                              |        | 78–73 | 86–98 | —      | 85–73 |
| 4   | KB Ylli          | 6 | 1 | 5 | 422 | 523 | −101 | 7  |                              | 72–101 | 60–76 | 76–93 | —      |       |

### Gruppo B
| Pos | Squadra        | G | V | P | PF  | PS  | DP  | Pt | Qualificazione               |       | HHA   | GAZ   | ANV   | GMU   |
| --- | -------------- | - | - | - | --- | --- | --- | -- | ---------------------------- | ----- | ----- | ----- | ----- | ----- |
| 1   | Hapoel Haifa   | 6 | 5 | 1 | 415 | 397 | +18 | 11 | Qualificate al secondo turno |       | —     | 63–79 | 75–64 | 77–70 |
| 2   | Gaziantep BŞB  | 6 | 3 | 3 | 464 | 446 | +18 | 9  | Qualificate al secondo turno |       | 69–79 | —     | 82–63 | 84–71 |
| 3   | Anversa Giants | 6 | 2 | 4 | 448 | 466 | −18 | 8  |                              |       | 55–56 | 87–75 | —     | 87–90 |
| 4   | Swans Gmunden  | 6 | 2 | 4 | 462 | 480 | −18 | 8  |                              | 60–65 | 83–75 | 88–92 | —     |       |

### Gruppo C
| Pos | Squadra          | G | V | P | PF  | PS  | DP  | Pt | Qualificazione               |       | HDB   | POR   | FRI   | PAR   |
| --- | ---------------- | - | - | - | --- | --- | --- | -- | ---------------------------- | ----- | ----- | ----- | ----- | ----- |
| 1   | Heroes Den Bosch | 6 | 4 | 2 | 462 | 410 | +52 | 10 | Qualificate al secondo turno |       | —     | 82–64 | 77–65 | 87–55 |
| 2   | Porto            | 6 | 3 | 3 | 465 | 460 | +5  | 9  | Qualificate al secondo turno |       | 68–71 | —     | 87–73 | 87–64 |
| 3   | Fribourg Olympic | 6 | 3 | 3 | 477 | 476 | +1  | 9  |                              |       | 83–78 | 75–76 | —     | 82–64 |
| 4   | Pärnu            | 6 | 2 | 4 | 447 | 505 | −58 | 8  |                              | 75–67 | 95–83 | 94–99 | —     |       |

### Gruppo D
| Pos | Squadra          | G | V | P | PF  | PS  | DP  | Pt | Qualificazione               |       | KER   | LEV   | OPA   | BAL   |
| --- | ---------------- | - | - | - | --- | --- | --- | -- | ---------------------------- | ----- | ----- | ----- | ----- | ----- |
| 1   | Keravnos         | 6 | 3 | 3 | 478 | 456 | +22 | 9  | Qualificate al secondo turno |       | —     | 77–68 | 74–79 | 82–61 |
| 2   | Patrioti Levice  | 6 | 3 | 3 | 474 | 470 | +4  | 9  | Qualificate al secondo turno |       | 86–80 | —     | 94–80 | 83–91 |
| 3   | Opava            | 6 | 3 | 3 | 463 | 475 | −12 | 9  |                              |       | 77–89 | 80–70 | —     | 83–69 |
| 4   | Balkan Botevgrad | 6 | 3 | 3 | 447 | 461 | −14 | 9  |                              | 85–76 | 62–73 | 79–64 | —     |       |

### Gruppo E
| Pos | Squadra         | G | V | P | PF  | PS  | DP   | Pt | Qualificazione               |       | ORA   | CHO    | MEC   | RIL    |
| --- | --------------- | - | - | - | --- | --- | ---- | -- | ---------------------------- | ----- | ----- | ------ | ----- | ------ |
| 1   | CSM Oradea      | 6 | 5 | 1 | 531 | 441 | +90  | 11 | Qualificate al secondo turno |       | —     | 77–69  | 98–76 | 99–63  |
| 2   | Cholet          | 6 | 4 | 2 | 525 | 455 | +70  | 10 | Qualificate al secondo turno |       | 99–81 | —      | 89–69 | 100–75 |
| 3   | Kang.s Mechelen | 6 | 3 | 3 | 510 | 498 | +12  | 9  |                              |       | 72–86 | 88–85  | —     | 105–74 |
| 4   | Rilski Sportist | 6 | 0 | 6 | 405 | 577 | −172 | 6  |                              | 62–90 | 65–83 | 66–100 | —     |        |

### Gruppo F
| Pos | Squadra         | G | V | P | PF  | PS  | DP   | Pt | Qualificazione               |       | KAL   | BUD   | BRI   | DON   |
| --- | --------------- | - | - | - | --- | --- | ---- | -- | ---------------------------- | ----- | ----- | ----- | ----- | ----- |
| 1   | Kalev/Cramo     | 6 | 5 | 1 | 486 | 406 | +80  | 11 | Qualificate al secondo turno |       | —     | 75–66 | 73–72 | 75–65 |
| 2   | Budivelnyk Kiev | 6 | 4 | 2 | 467 | 453 | +14  | 10 | Qualificate al secondo turno |       | 74–83 | —     | 93–83 | 86–61 |
| 3   | N.B. Brindisi   | 6 | 3 | 3 | 481 | 448 | +33  | 9  |                              |       | 88–86 | 70–74 | —     | 81–57 |
| 4   | Donar Groningen | 6 | 0 | 6 | 370 | 497 | −127 | 6  |                              | 41–94 | 61–74 | 65–87 | —     |       |

### Gruppo G
| Pos | Squadra         | G | V | P | PF  | PS  | DP  | Pt | Qualificazione               |       | KAR   | ANW    | SPO    | KOR   |
| --- | --------------- | - | - | - | --- | --- | --- | -- | ---------------------------- | ----- | ----- | ------ | ------ | ----- |
| 1   | Kauhajoen Karhu | 6 | 5 | 1 | 540 | 501 | +39 | 11 | Qualificate al secondo turno |       | —     | 87–93  | 104–85 | 77–62 |
| 2   | Włocławek       | 6 | 4 | 2 | 549 | 475 | +74 | 10 | Qualificate al secondo turno |       | 88–89 | —      | 73–85  | 88–58 |
| 3   | Sporting CP     | 6 | 3 | 3 | 531 | 565 | −34 | 9  |                              |       | 84–93 | 89–113 | —      | 89–84 |
| 4   | Körmend         | 6 | 0 | 6 | 458 | 537 | −79 | 6  |                              | 89–90 | 67–94 | 98–99  | —      |       |

### Gruppo H
| Pos | Squadra            | G | V | P | PF  | PS  | DP  | Pt | Qualificazione               |       | UCR   | CRA    | SPO   | NOR   |
| --- | ------------------ | - | - | - | --- | --- | --- | -- | ---------------------------- | ----- | ----- | ------ | ----- | ----- |
| 1   | U. Craiova         | 6 | 5 | 1 | 465 | 425 | +40 | 11 | Qualificate al secondo turno |       | —     | 81–102 | 70–61 | 77–63 |
| 2   | Crailsheim Merlins | 6 | 4 | 2 | 513 | 451 | +62 | 10 | Qualificate al secondo turno |       | 60–73 | —      | 76–61 | 95–64 |
| 3   | CSO Voluntari      | 6 | 2 | 4 | 413 | 443 | −30 | 8  |                              |       | 60–74 | 79–93  | —     | 75–60 |
| 4   | Norrk. Dolphins    | 6 | 1 | 5 | 429 | 501 | −72 | 7  |                              | 79–90 | 93–87 | 70–77  | —     |       |

## Secondo turno

### Gruppo I
| Pos | Squadra         | G | V | P | PF  | PS  | DP  | Pt | Qualificazione                  |       | CHO   | POR   | CHE   | UCR   |
| --- | --------------- | - | - | - | --- | --- | --- | -- | ------------------------------- | ----- | ----- | ----- | ----- | ----- |
| 1   | Cholet          | 6 | 5 | 1 | 479 | 450 | +29 | 11 | Qualificata al Quarti di finale |       | —     | 95–83 | 77–75 | 75–56 |
| 2   | Porto           | 6 | 4 | 2 | 523 | 483 | +40 | 10 | Qualificata al Quarti di finale |       | 99–78 | —     | 74–86 | 90–64 |
| 3   | Niners Chemnitz | 6 | 3 | 3 | 499 | 469 | +30 | 9  |                                 |       | 73–83 | 87–94 | —     | 93–62 |
| 4   | SCMU Craiova    | 6 | 0 | 6 | 398 | 497 | −99 | 6  |                                 | 64–71 | 73–83 | 79–85 | —     |       |

### Gruppo J
| Pos | Squadra          | G | V | P | PF  | PS  | DP  | Pt | Qualificazione                  |  | KAU   | BUD   | LEV    | HHA   |
| --- | ---------------- | - | - | - | --- | --- | --- | -- | ------------------------------- |  | ----- | ----- | ------ | ----- |
| 1   | Kauhajoen Karhu  | 6 | 5 | 1 | 476 | 391 | +85 | 11 | Qualificata al Quarti di finale |  | —     | 62–65 | 105–71 | 85–76 |
| 2   | Budivel'nyk Kyïv | 6 | 3 | 3 | 431 | 452 | −21 | 9  | Qualificata al Quarti di finale |  | 65–72 | —     | 72–82  | 81–79 |
| 3   | Patrioti Levice  | 6 | 2 | 4 | 449 | 497 | −48 | 8  |                                 |  | 55–86 | 76–77 | —      | 91–93 |
| 4   | Hapoel Haifa     | 6 | 2 | 4 | 452 | 468 | −16 | 8  |                                 |  | 59–66 | 81–71 | 64–74  | —     |

### Gruppo K
| Pos | Squadra            | G | V | P | PF  | PS  | DP  | Pt | Qualificazione                  |       | GAZ   | KAL    | CRA    | HDB   |
| --- | ------------------ | - | - | - | --- | --- | --- | -- | ------------------------------- | ----- | ----- | ------ | ------ | ----- |
| 1   | Gaziantep          | 6 | 6 | 0 | 546 | 449 | +97 | 12 | Qualificata al Quarti di finale |       | —     | 77–62  | 105–57 | 93–72 |
| 2   | Kalev/Cramo        | 6 | 3 | 3 | 446 | 472 | −26 | 9  | Qualificata al Quarti di finale |       | 70–92 | —      | 90–78  | 73–63 |
| 3   | Crailsheim Merlins | 6 | 2 | 4 | 527 | 552 | −25 | 8  |                                 |       | 95–97 | 76–79  | —      | 89–84 |
| 4   | Heroes Den Bosch   | 6 | 1 | 5 | 465 | 511 | −46 | 7  |                                 | 63–82 | 86–72 | 97–102 | —      |       |

### Gruppo L
| Pos | Squadra         | G | V | P | PF  | PS  | DP  | Pt | Qualificazione                  |       | BRO   | ANW   | ORA   | KER   |
| --- | --------------- | - | - | - | --- | --- | --- | -- | ------------------------------- | ----- | ----- | ----- | ----- | ----- |
| 1   | Brose Bamberger | 6 | 4 | 2 | 506 | 477 | +29 | 10 | Qualificata al Quarti di finale |       | —     | 73–69 | 80–82 | 89–58 |
| 2   | Anwil Włocławek | 6 | 4 | 2 | 490 | 430 | +60 | 10 | Qualificata al Quarti di finale |       | 86–90 | —     | 74–66 | 92–63 |
| 3   | CSM Oradea      | 6 | 3 | 3 | 484 | 478 | +6  | 9  |                                 |       | 95–84 | 73–91 | —     | 93–72 |
| 4   | Keravnos        | 6 | 1 | 5 | 422 | 517 | −95 | 7  |                                 | 87–90 | 65–78 | 77–75 | —     |       |

## Play-offs
La fase a eliminazione diretta è composta da quarti di finale, semifinale e finale con partite di andata e ritorno.

### Tabellone
|  | Quarti di finale | Quarti di finale | Quarti di finale | Quarti di finale | Quarti di finale |  |  | Semifinali      | Semifinali      | Semifinali | Semifinali | Semifinali |    |     | Finale | Finale | Finale | Finale | Finale |  |
|  |                  |                  |                  |                  |                  |  |  |                 |                 |            |            |            |    |     |        |        |        |        |        |  |
|  | Budivelnyk Kiev  | Budivelnyk Kiev  | 73               | 79               | 152              |  |  |                 |                 |            |            |            |    |     |        |        |        |        |        |  |
|  | Cholet           | Cholet           | 72               | 83               | 155              |  |  | Cholet          | Cholet          | 76         | 81         | 157        |    |     |        |        |        |        |        |  |
|  | Kalev/Cramo      | Kalev/Cramo      | 80               | 85               | 165              |  |  | Kalev/Cramo     | Kalev/Cramo     | 80         | 59         | 139        |    |     |        |        |        |        |        |  |
|  | Bamberger        | Bamberger        | 77               | 67               | 144              |  |  |                 |                 |            |            |            |    |     | Cholet | Cholet | 77     | 78     | 155    |  |
|  | Porto            | Porto            | 80               | 65               | 145              |  |  |                 |                 | Włocławek  | Włocławek  | 81         | 80 | 161 |        |        |        |        |        |  |
|  | Kauhajoen Karhu  | Kauhajoen Karhu  | 81               | 75               | 156              |  |  | Kauhajoen Karhu | Kauhajoen Karhu | 71         | 63         | 134        |    |     |        |        |        |        |        |  |
|  | Włocławek        | Włocławek        | 84               | 91               | 175              |  |  | Włocławek       | Włocławek       | 90         | 67         | 157        |    |     |        |        |        |        |        |  |
|  | Gaziantep BŞB    | Gaziantep BŞB    | 85               | 75               | 160              |  |  |                 |                 |            |            |            |    |     |        |        |        |        |        |  |

### Finale

#### Andata
| Arbitri: | Paulo Marques Lorenzo Baldini Gvidas Gedvilas |

|                          |            |              |
| Greene 20                | Punti      | 19 Artis     |
| Łączyński 10             | Assist     | 9 Campbell   |
| Williams 9               | Rimbalzi   | 8 Dallo      |
| Przemysław Frasunkiewicz | Allenatori | Laurent Vila |

| Quintetto titolare       | Quintetto titolare | Quintetto titolare | Pt   | Rim  | Ass  |
| ------------------------ | ------------------ | ------------------ | ---- | ---- | ---- |
| P                        | 1                  | Phil Greene        | 20   | 3    | 3    |
| C                        | 4                  | Malik Williams     | 12   | 9    | 1    |
| P                        | 9                  | Kamil Łączyński    | 2    | 0    | 10   |
| AG                       | 18                 | Luke Petrasek      | 7    | 3    | 4    |
| A                        | 25                 | Michał Nowakowski  | 7    | 0    | 0    |
| Panchina:                |                    |                    |      |      |      |
| G                        | 2                  | Lee Moore          | 8    | 6    | 2    |
| G                        | 6                  | Victor Sanders     | 16   | 2    | 1    |
| C                        | 8                  | Josip Sobin        | 9    | 3    | 3    |
| P                        | 11                 | Bartosz Łazarski   | n.e. | n.e. | n.e. |
| C                        | 16                 | Dawid Słupiński    | 0    | 0    | 0    |
| AP                       | 21                 | Maciej Bojanowski  | 0    | 0    | 0    |
| G                        | 77                 | Marcin Woroniecki  | n.e. | n.e. | n.e. |
| Allenatore:              |                    |                    |      |      |      |
| Przemysław Frasunkiewicz |                    |                    |      |      |      |

| Anwil Włocławek |  | Cholet Basket |

| Włocławek     | Statistiche        | Cholet        |
| ------------- | ------------------ | ------------- |
|               | Statistiche        |               |
| 17/33 (51.5%) | Tiro da 2          | 20/32 (62.5%) |
| 13/29 (44.8%) | Tiro da 3          | 8/27 (29.6%)  |
| 8/11 (72.7%)  | Tiri liberi        | 13/15 (86.7%) |
| 6             | Rimbalzi offensivi | 7             |
| 23            | Rimbalzi difensivi | 27            |
| 29            | Rimbalzi totali    | 34            |
| 24            | Assist             | 17            |
| 11            | Palle perse        | 12            |
| 5             | Palle rubate       | 4             |
| 2             | Stoppate           | 4             |
| 18            | Falli              | 16            |

| Quintetto titolare | Quintetto titolare | Quintetto titolare   | Pt   | Rim  | Ass  |
| ------------------ | ------------------ | -------------------- | ---- | ---- | ---- |
| P                  | 6                  | Dominic Artis        | 19   | 4    | 4    |
| G                  | 12                 | Boris Dallo          | 17   | 8    | 3    |
| C                  | 24                 | Justin Patton        | 7    | 3    | 1    |
| AG                 | 34                 | Perry Ellis          | 8    | 3    | 0    |
| P                  | 44                 | T.J. Campbell        | 10   | 3    | 9    |
| Panchina:          |                    |                      |      |      |      |
| AG                 | 0                  | Lucas Dufeal         | n.e. | n.e. | n.e. |
| G                  | 8                  | Hugo Robineau        | 2    | 2    | 0    |
| C                  | 13                 | Neal Sako            | 14   | 7    | 0    |
| G                  | 20                 | Matheo Leray         | 0    | 0    | 0    |
| P                  | 26                 | Enzo Goudou-Sinha    | 0    | 0    | 0    |
| A                  | 70                 | Mateo Gabriel Bordes | n.e. | n.e. | n.e. |
| Allenatore:        |                    |                      |      |      |      |
| Laurent Vila       |                    |                      |      |      |      |

#### Ritorno
| Arbitri: | Boris Krejic Luis Castillo Kerem Baki |

|              |            |                          |
| Artis 23     | Punti      | 20 Sanders               |
| Dallo 6      | Assist     | 5 Łączyński              |
| Ellis 13     | Rimbalzi   | 9 Williams               |
| Laurent Vila | Allenatori | Przemysław Frasunkiewicz |

| Quintetto titolare | Quintetto titolare | Quintetto titolare   | Pt   | Rim  | Ass  |
| ------------------ | ------------------ | -------------------- | ---- | ---- | ---- |
| P                  | 6                  | Dominic Artis        | 23   | 1    | 3    |
| G                  | 12                 | Boris Dallo          | 9    | 10   | 6    |
| C                  | 13                 | Neal Sako            | 10   | 9    | 1    |
| AG                 | 34                 | Perry Ellis          | 17   | 13   | 1    |
| P                  | 44                 | T.J. Campbell        | 11   | 3    | 1    |
| Panchina:          |                    |                      |      |      |      |
| AG                 | 0                  | Lucas Dufeal         | 0    | 0    | 0    |
| C                  | 2                  | Naoll Balfourier     | 0    | 0    | 0    |
| G                  | 8                  | Hugo Robineau        | 2    | 0    | 0    |
| G                  | 20                 | Matheo Leray         | n.e. | n.e. | n.e. |
| P                  | 26                 | Enzo Goudou-Sinha    | 6    | 1    | 2    |
| A                  | 70                 | Mateo Gabriel Bordes | n.e. | n.e. | n.e. |
| Allenatore:        |                    |                      |      |      |      |
| Laurent Vila       |                    |                      |      |      |      |

| Cholet Basket |  | Anwil Włocławek |

| Cholet        | Statistiche        | Włocławek     |
| ------------- | ------------------ | ------------- |
|               | Statistiche        |               |
| 22/29 (75.9%) | Tiro da 2          | 16/39 (41.0%) |
| 7/33 (21.2%)  | Tiro da 3          | 13/29 (44.8%) |
| 13/19 (68.4%) | Tiri liberi        | 9/13 (69.2%)  |
| 15            | Rimbalzi offensivi | 16            |
| 25            | Rimbalzi difensivi | 21            |
| 40            | Rimbalzi totali    | 37            |
| 14            | Assist             | 19            |
| 18            | Palle perse        | 13            |
| 11            | Palle rubate       | 11            |
| 3             | Stoppate           | 0             |
| 20            | Falli              | 21            |

| Quintetto titolare       | Quintetto titolare | Quintetto titolare | Pt   | Rim  | Ass  |
| ------------------------ | ------------------ | ------------------ | ---- | ---- | ---- |
| P                        | 1                  | Phil Greene        | 11   | 2    | 4    |
| GA                       | 2                  | Lee Moore          | 10   | 7    | 3    |
| C                        | 4                  | Malik Williams     | 16   | 9    | 2    |
| P                        | 9                  | Kamil Łączyński    | 4    | 3    | 5    |
| AG                       | 18                 | Luke Petrasek      | 7    | 4    | 1    |
| Panchina:                |                    |                    |      |      |      |
| G                        | 6                  | Victor Sanders     | 20   | 3    | 2    |
| AP                       | 7                  | Dawdo Daniel       | n.e. | n.e. | n.e. |
| C                        | 8                  | Josip Sobin        | 8    | 3    | 2    |
| C                        | 16                 | Dawid Słupiński    | 0    | 0    | 0    |
| AP                       | 21                 | Maciej Bojanowski  | 0    | 1    | 0    |
| A                        | 25                 | Michał Nowakowski  | 4    | 1    | 0    |
| G                        | 77                 | Marcin Woroniecki  | n.e. | n.e. | n.e. |
| Allenatore:              |                    |                    |      |      |      |
| Przemysław Frasunkiewicz |                    |                    |      |      |      |